# Котлина
Котлина или Котлино (на сръбски: Котлина или Kotlina; на албански: Kotlinë или Kotlina) е село в Косово, част от Община Качаник, Гнилянски окръг.

## География
Селото е разположено в източните склонове на Шар, над Качанишкия пролом на границата със Северна Македония.

## История
В края на XIX век Котлина е албанско село в Тетовска каза на Османската империя. Андрей Стоянов, учителствал в Тетово от 1886 до 1894 година, пише за селото:
| „ | С. Котлино. – Близо подъ Котлино има развалини отъ стара малка крѣпость, останали неизвѣстно отъ кое време. | “ |

Според статистиката на Васил Кънчов („Македония. Етнография и статистика“) от 1900 година Котлино е село, населявано от 165 жители арнаути мохамедани.
При избухването на Балканската война в 1912 година един човек от Котлино е доброволец в Македоно-одринското опълчение.

## Личности
Родени в Котлина
- Никола Евтимов (1889 – 1913), македоно-одрински опълченец, жител на Лом, 3 рота на 7 кумановска дружина, загинал в Междусъюзническата война на 6 юли 1913 година[4]